# Lillsjön (Helgums socken, Ångermanland, 702074-155059)
Lillsjön är en sjö i Sollefteå kommun i Ångermanland och ingår i Ångermanälvens huvudavrinningsområde. Sjön har en area på 0,0743 kvadratkilometer och ligger 138,4 meter över havet. Sjön avvattnas av vattendraget Gröningsån.

## Delavrinningsområde
Lillsjön ingår i det delavrinningsområde (701968-155111) som SMHI kallar för Inloppet i Mosjön. Medelhöjden är 175 meter över havet och ytan är 16,43 kvadratkilometer. Räknas de 9 avrinningsområdena uppströms in blir den ackumulerade arean 132,49 kvadratkilometer. Gröningsån som avvattnar avrinningsområdet har biflödesordning 3, vilket innebär att vattnet flödar genom totalt 3 vattendrag innan det når havet efter 79 kilometer. Avrinningsområdet består mestadels av skog (84 procent). Avrinningsområdet har 0,13 kvadratkilometer vattenytor vilket ger det en sjöprocent på 0,8 procent.